# Borza Mihály
Borza Mihály (Szepesváralja, 1672. szeptember 24. – Turóc, 1752. július 24.) magyar jezsuita rendi hitoktató.

## Élete
1689-ben Lőcsén lépett a rendbe; Trencsénben és Kassán tanított; Szakolcán, Trencsénben és Bécsben hallgatta a teológiát; a három próbaévet Győrött töltötte és mint misés pap Besztercebányára helyeztetett; innét 1706-ban a vallási villongások alatt kiüzetett, de 1711-ben oda ismét visszatért. Miután több rendház főnöke volt és egyúttal a tanulókat a keresztény hittanban oktatta, 31 évi főnöksége után halt meg.

## Művei
- Metamorphosis sacra P. Balthasaris Ignatii Loyolae Mendez. Tyrnaviae, 1699